# Pediobopsis pellucidula
Pediobopsis pellucidula is een vliesvleugelig insect uit de familie Eulophidae. De wetenschappelijke naam is voor het eerst geldig gepubliceerd in 1909 door Crosby.